# Церковь Троицы Живоначальной (Маньково-Калитвенское)
Церковь Троицы Живоначальной — православный храм в селе Маньково-Калитвенское Чертковского района Ростовской области. Относится к Чертково-Калитвенскому благочинию Шахтинской епархии Русской Православной Церкви. Здание церкви является памятником архитектуры регионального значения.

## История
В апреле 1886 года жители слободы Усть-Меловая-Манькова, Маньково-Калитвенская, поселков Кутейников-Камышенский, Щедрово-Калитвенский, Ново-Ивановский, Осиков Леоново-Калитвенской волости Донецкого округа просили Донскую духовную консисторию разрешить им построить новую каменную церковь в слободе Усть-Меловой-Маньковой (нынешнем селе Маньково-Калитвенское). К этому времени старая деревянная церковь, построенная в 1774 году обветшала и стала тесной.
Осенью 1886 года было выбрано место для строительства храма в слободе Маньково-Калитвенской. Место было выбрано в центре слободы на церковной площади.
20 июля 1887 года для строящегося храма было освящено выбранное место и началось строительство. Каждый житель слободы Маньково (пятнадцать тысяч жителей) внес свою лепту в насыпание рукотворного холма для храма. В 1888 году был окончен фундамент, в 1889 году клались стены.
10 июля 1891 года было удовлетворено ходатайство попечителей строящейся церкви о дополнительном сборе пожертвований на строительство храма. Архиепископ Донской и Новочеркасский Высокопреосвященный Макарий разрешил продолжить сбор пожертвований ещё на год. В это время к строительству подключились меценаты.
В октябре 1894 года храм был построен. Освящение новой церкви состоялось 24 октября (5 ноября) 1894 года.
Главный придел храма был освящен в честь Пресвятой Троицы, правый придел — в есть Покрова Пресвятой Богородицы. На церкви установили пять маковок и высокий фонарь колокольни. В храме находится подлинная икона Коронование Божией Матери, пережившая закрытие храма в годы советской власти.
Свято-Троицкий храм в Маньково пережил 1930-е годы гонения на церковm и Великую Отечественную войну. Церковь была описана Шолоховым в романе «Тихий Дон»: на площадь перед церковью в слободу Манково Леоно-Калитвинской волости прибыл на военные сборы донской казак Григорий Мелехов.
В настоящее время при храме работает воскресная школа для детей.

## Священнослужители
Настоятель прихода — иерей Антоний Бережной.

## Святыни
Икона Коронование Божией Матери.